# 三角點
三角點（又稱作三角網測站、三角測量站、三角測量點或測量墩等）為繪製地形圖的三角測量基準點，一般會設置在一地區中視野範圍較大的地點（多為山峰頂）。通常在地圖中以「內有小點的三角形：◬」標記。廣義來說，各種「測量用標記」，如天文點、土地測量控制點標都可算作三角點。
目前測量均改採衛星定位而不再使用傳統三角測量，原埋設的三角點大多已失去原用途，但有部分標石點位改作衛星控制點的用途。

## 香港的三角測量站及測量點
香港共有超過5000覆蓋全港的大地測量控制站為地圖繪製、城市規劃、土地界線測量、土地行政、工程和基建發展等方面提供平面及高程位置參考，當中包括232個三角測量站及3,498個導線控制點。三角測量站於1854年已首次開始出現在香港地圖上。由地政總署負責保養及維修。三角測量站多會設於某一地區中視野較為開揚廣闊的選點，例如山頂等。測量站類型分別有甲型標石、乙型標石。測量控制點類型分別有圓樁鐵盒、區域測量站、基岩水準點及不鏽鋼棒等。其中標石類型測量站由外層塗上白色頂處塗上黑帶的柱體及於頂部平面嵌入了用於安裝全站儀的三角形或圓形的金屬板組成。每一個三角測量站也有專屬的編號、名稱、位置、方格網坐標、高度等資料。。由於三角測量站標石多數設於山頂位置，坊間亦俗稱為標高柱，不少行山人仕因此誤解為最高點。

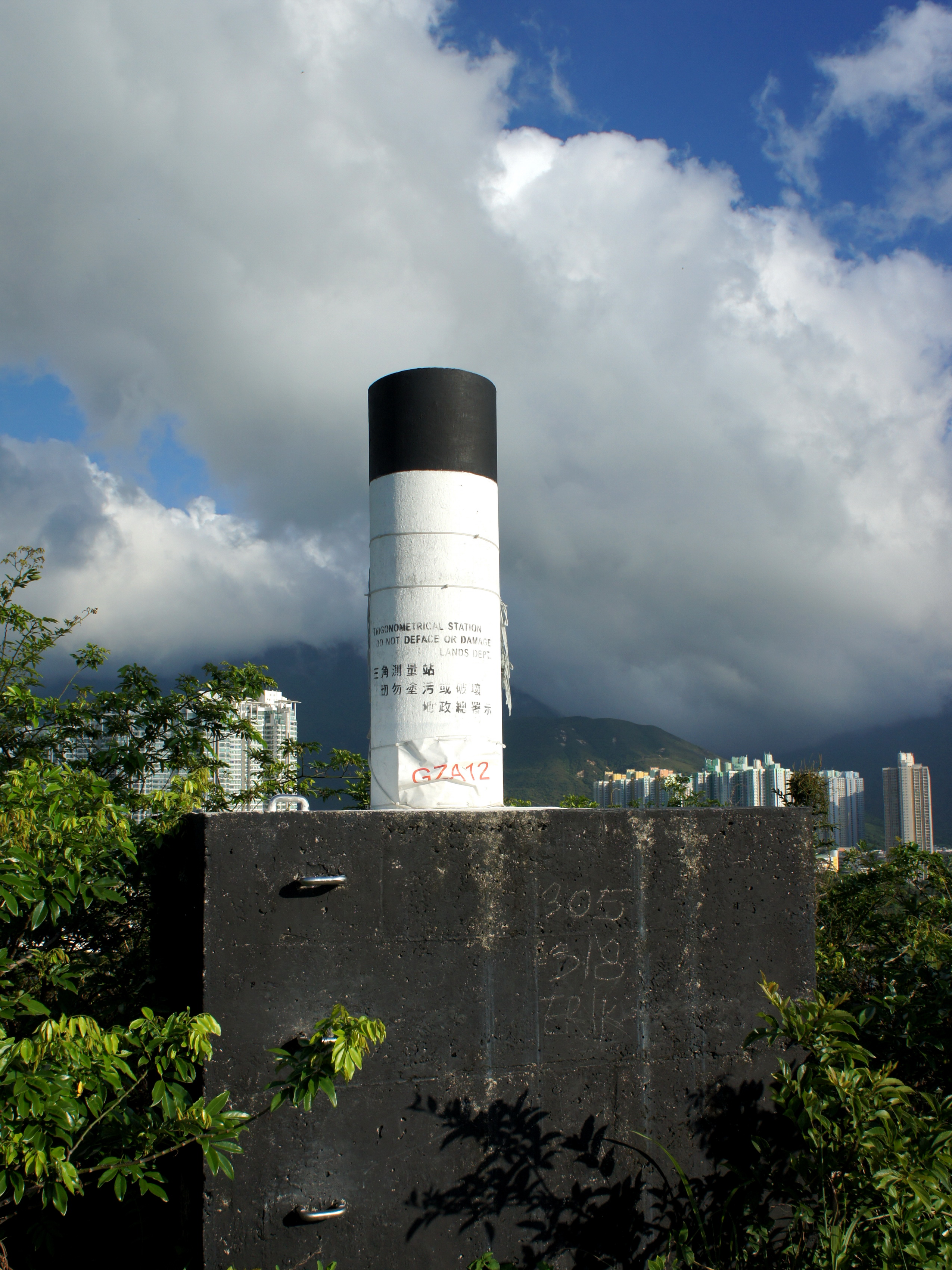
位於香港新界赤臘角觀景山上的甲型標石三角測量站，編號236。白色圓柱頂部塗上黑色，用於方便測量人員從遠處觀測。

## 各地的三角點歷史

### 臺灣

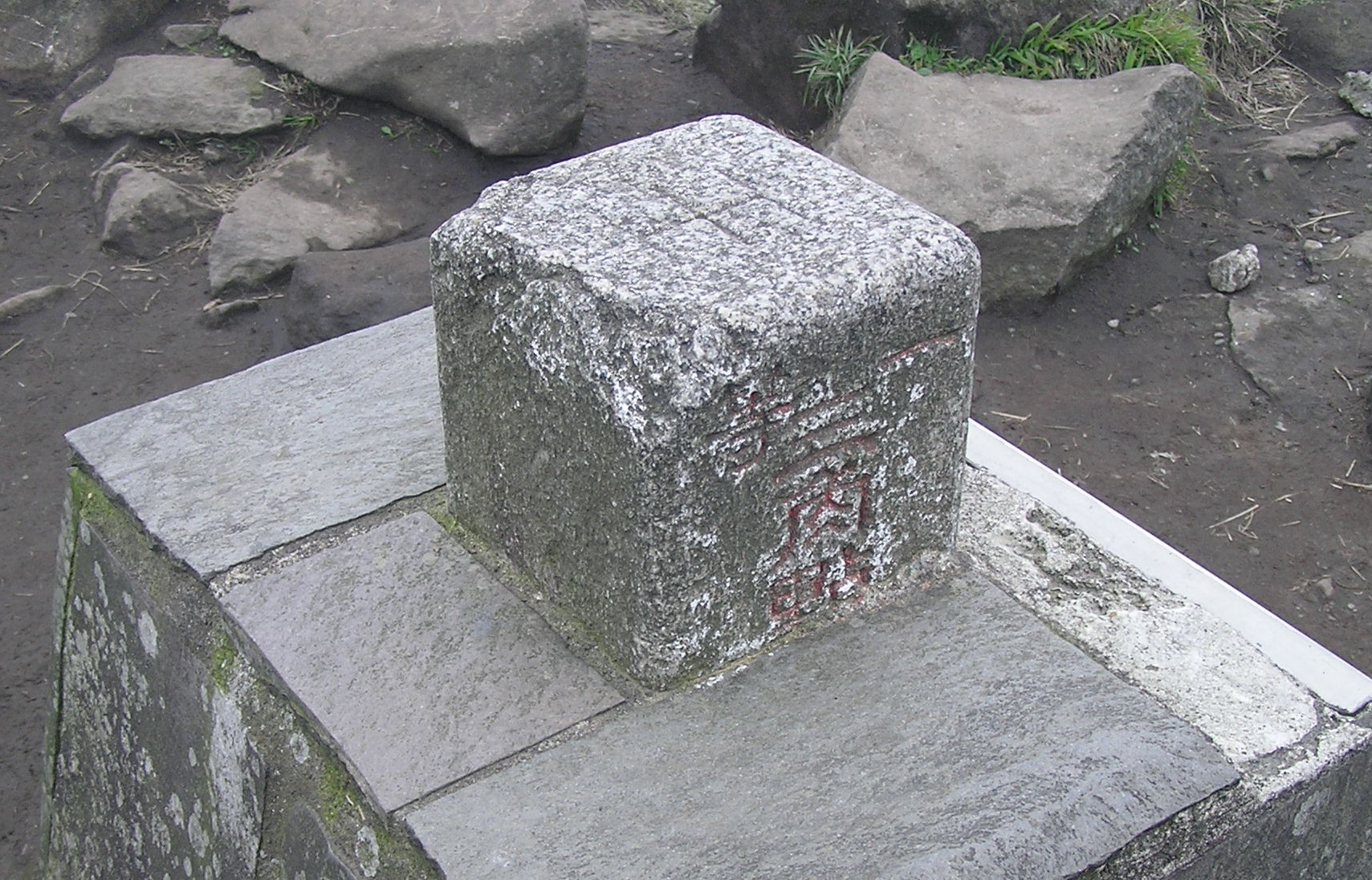
位於台北市七星山山頂的一等三角點

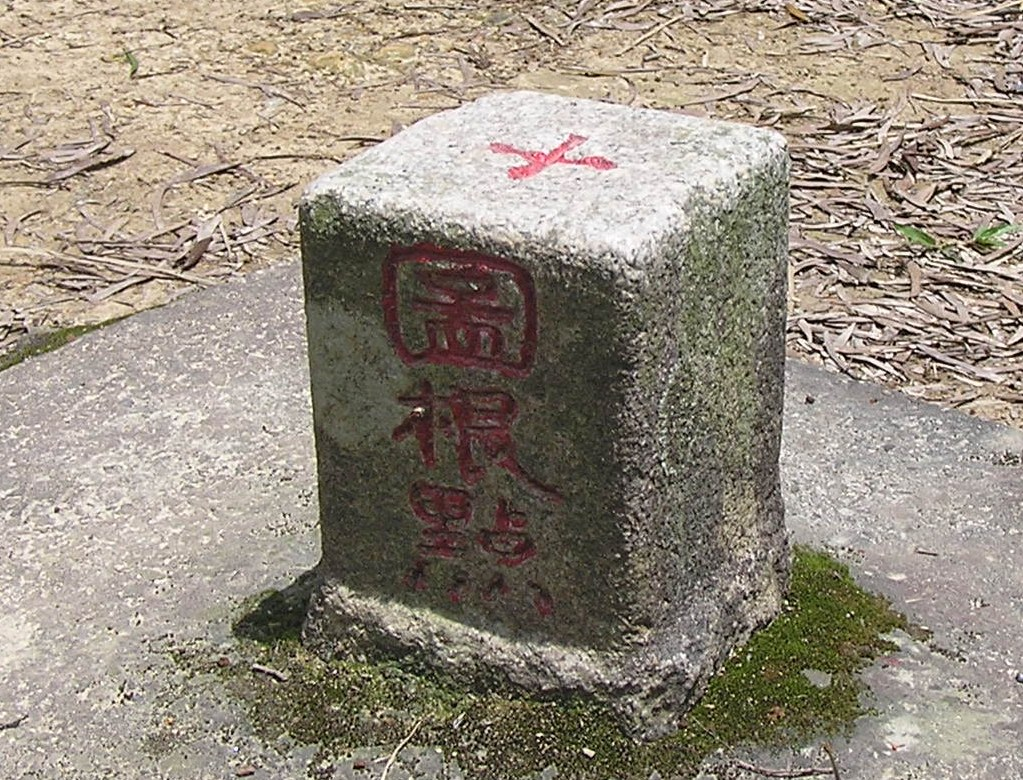
位於台北市內湖區金面山的土地調查局圖根點

日本在明治維新後習取德國的土地測量技術，在地面設置方形石製標石作為永久標誌。日本統治台灣後，為了實際管理需要而在台灣總督府設立臨時臺灣土地調查局，快速地以三年時間在明治36年 (1903年) 完成基本土地測量，埋設三等三角點標石1028顆（因用途為地籍測量，故俗稱「地籍三角點」）、圖根點標石約 2300 顆，製圖成果為《臺灣堡圖》。明治42年 (1909年)，大日本帝國陸軍參謀本部陸地測量部開始實施數次更正式、更詳細的三角測量，埋設一等至三等三角點標石共約1176顆 (俗稱「陸測三角點」，因繼日本本土之後測量，故編號相接)，製圖成果為《臺灣地形圖》(前後發行 1:25000、1:50000 兩種)。
期間，日本官方各機關亦有埋設各自用途的三角點標石，或因原三角點、圖根點不敷使用、遺失損毀而另埋補點。二次大戰後，中華民國國民政府遷往台灣，各類三角點由權責單位接管，亦有增設許多補點。這些先後埋立的三角點為方形石柱，材質有花崗石、觀音石、青石、混凝土等，大致依種類、等級不同而有大小差異。
狹義的三角點，由測量範圍的大到小，可分為一等三角點、二等三角點、三等三角點和四等三角點 (圖根點、圖根補點)。一等三角點的半徑常達到數十公里，一、二等三角測量多用於大地測量及相關科學研究之用，三、四等三角點較多用於土地測量或工程控制。
| 種類                   | 材質                     | 設立單位               | 長寬尺寸    | 刻字                                                                       |
| 一等三角點             | 花崗石                   | 陸地測量部             | 18 公分見方 | 南面刻「一等三角點」、北面無編號                                           |
| 二等三角點             | 花崗石                   | 陸地測量部             | 15 公分見方 | 南面刻「二等三角點」、北面刻阿拉伯數字編號 (No1021 至 No1697)              |
| 三等三角點 (陸測)      | 花崗石                   | 陸地測量部             | 15 公分見方 | 南面刻「三等三角點」、北面刻阿拉伯數字編號 (No4130 至 No7558)              |
| 三等三角點 (地籍)      | 花崗石                   | 臨時臺灣土地調查局     | 15 公分見方 | 南面刻「三等三角點」、北面直刻國字小寫數字編號                             |
| 土地調查局圖根點       | 花崗石                   | 臨時臺灣土地調查局     | 12 公分見方 | 南面刻「圖根點」、北面刻「土地調查局」                                     |
| 總督府圖根補點         | 花崗石                   | 臺灣總督府             |             | 南面刻「圖根補點」、北面刻「總督府」                                       |
| 內務局補助三角點       |                          | 臺灣總督府內務局       |             | 一面刻「補助三角點」、一面刻「內務局」                                     |
| 殖產局圖根補點         |                          | 臺灣總督府殖產局       |             | 南面刻「圖根三角補點」/「三角補點」/「補點」、北面刻「殖產局」             |
| 森林三角點             |                          | 臺灣總督府殖產局山林課 | 15 公分見方 | 南面刻「森林三角點」、北面刻「山」                                         |
| 礦務三角點             | 青石                     | 臺灣總督府殖產局鑛務課 |             | 一面刻「鑛務課」、一面直刻國字小寫數字編號                                 |
|                        |                          |                        |             |                                                                            |
| 內補一等三角點         | 觀音石                   | 內政部、聯勤           | 17 公分見方 | 北面刻「內補」與阿拉伯數字編號、南面刻等級、東面刻測設機關、西面刻測設日期 |
| 內補二等三角點         | 觀音石、銅標             | 內政部、聯勤           | 15 公分見方 | 北面刻「內補」與阿拉伯數字編號、南面刻等級、東面刻測設機關、西面刻測設日期 |
| 內補三等三角點         | 觀音石、銅標             | 內政部、聯勤           | 13 公分見方 | 北面刻「內補」與阿拉伯數字編號、南面刻等級、東面刻測設機關、西面刻測設日期 |
| 陸補三等三角點         | 觀音石、銅標             | 內政部、聯勤           |             | 北面刻「陸補」與阿拉伯數字編號、南面刻等級、東面刻測設機關、西面刻測設日期 |
| 四等三角點、精密導線點 | 觀音石、青石、銅標、鋼標 |                        |             | 北面刻阿拉伯數字編號、南面刻等級、東面刻測設機關、西面刻測設日期           |
| 省政府圖根補點         |                          | 台灣省政府             |             | 一面刻「台灣省政府」、一面刻「圖根補點」                                   |
| 礦務補點               |                          | 台灣省政府建設廳       |             | 一面刻「建設廳」、一面刻「礦補」與阿拉伯數字編號                           |
| 水利署三角點           | 觀音石、不鏽鋼標         | 經濟部水利署           |             | 一面刻「水利署」、一面刻「民國」阿拉伯數字                                 |
| 山字柱                 | 水泥                     | 台灣總督府林產管理局   |             | 一面刻「山」                                                               |

## 照片

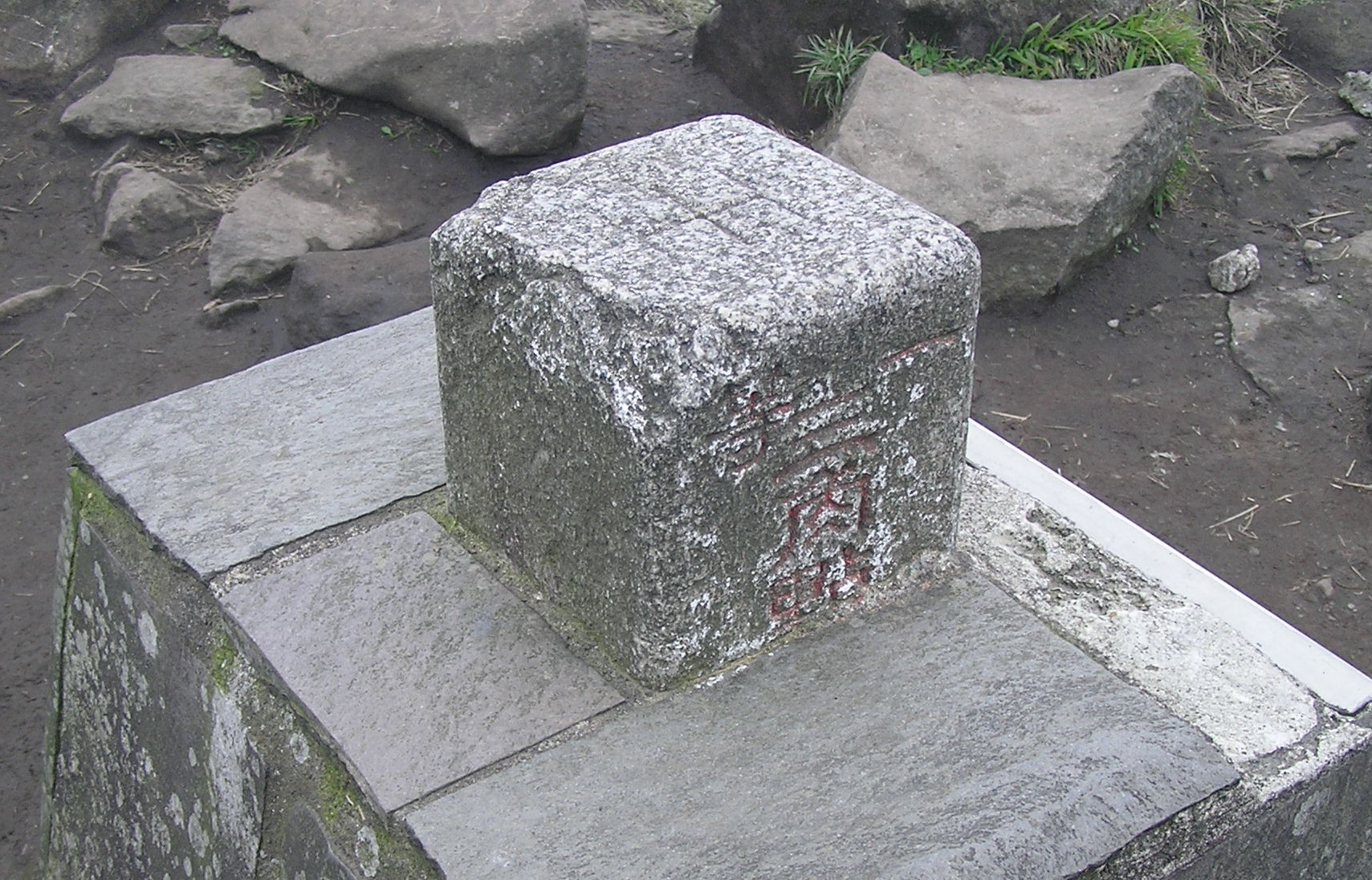
臺灣 七星山山頂 一等三角點
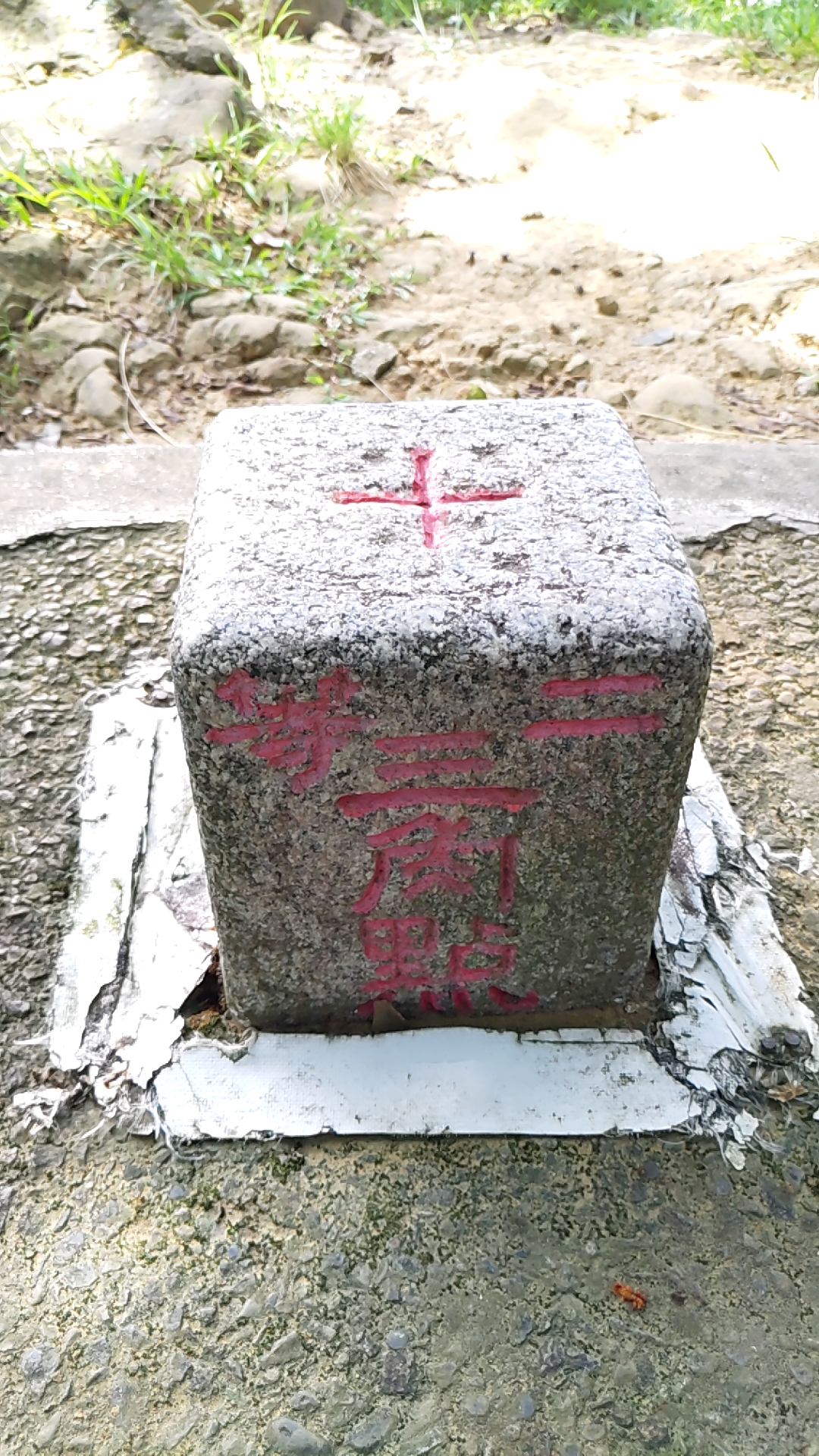
臺灣 仙跡岩山頂 二等三角點
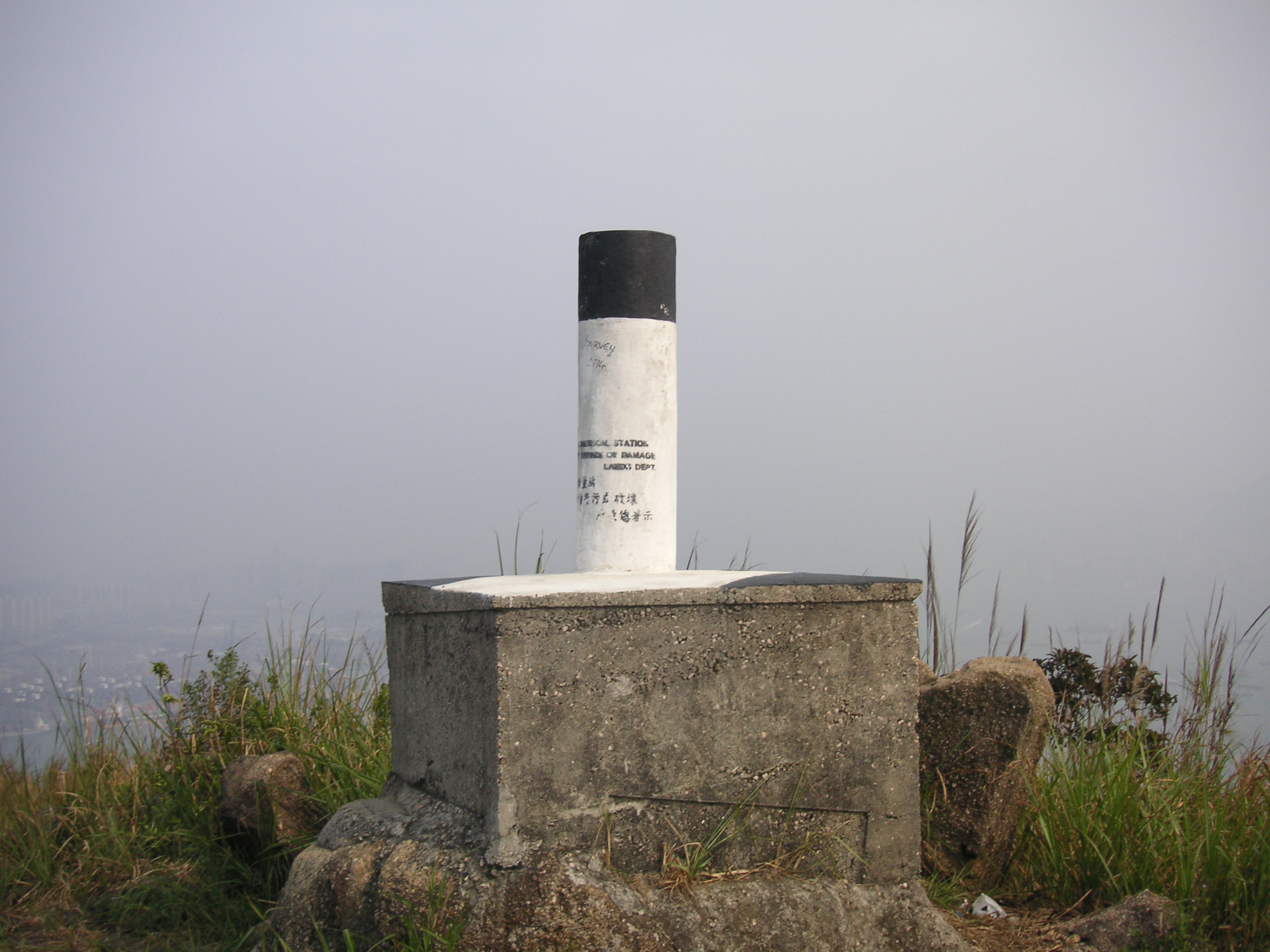
香港
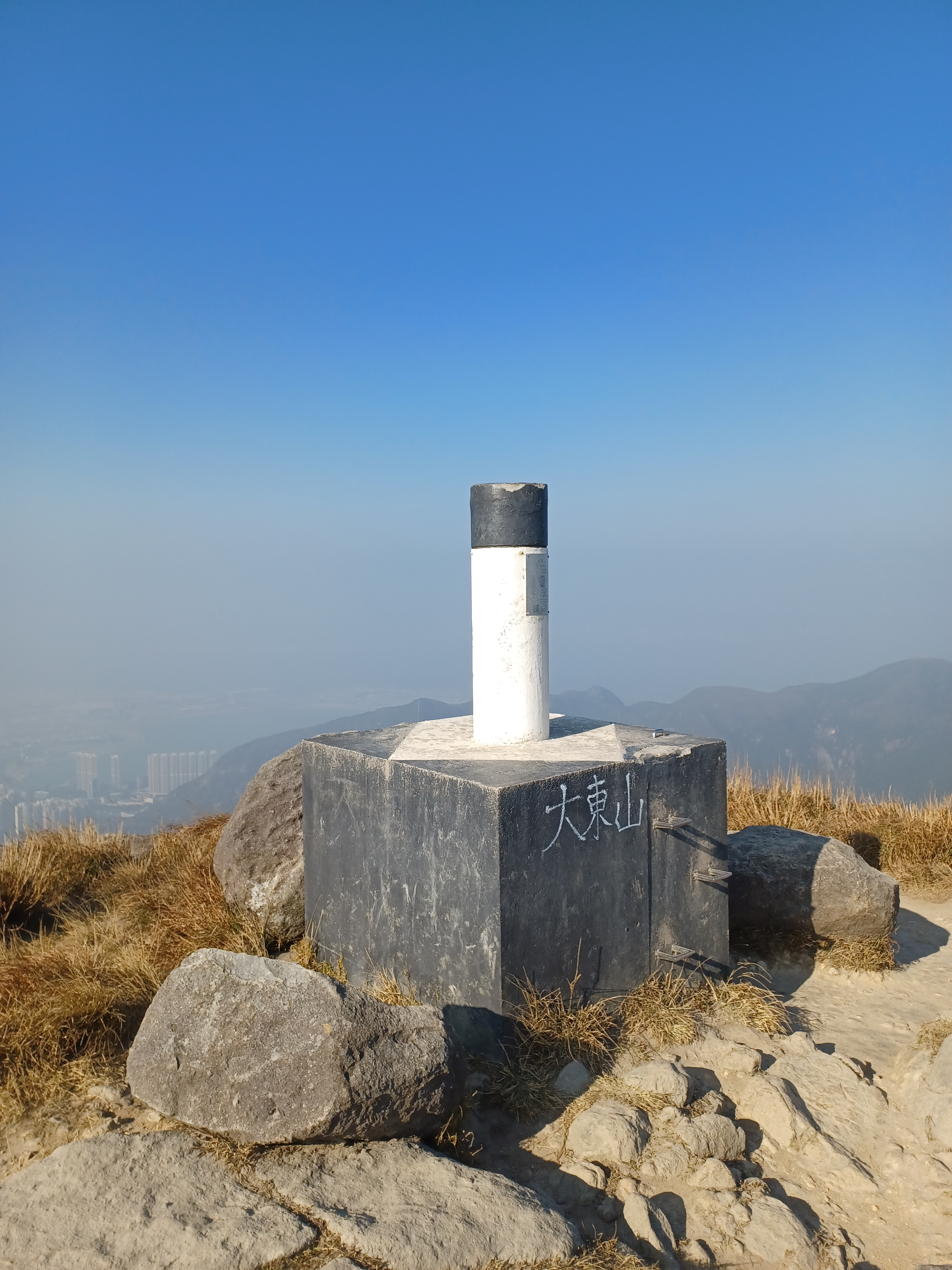
香港 大東山山頂
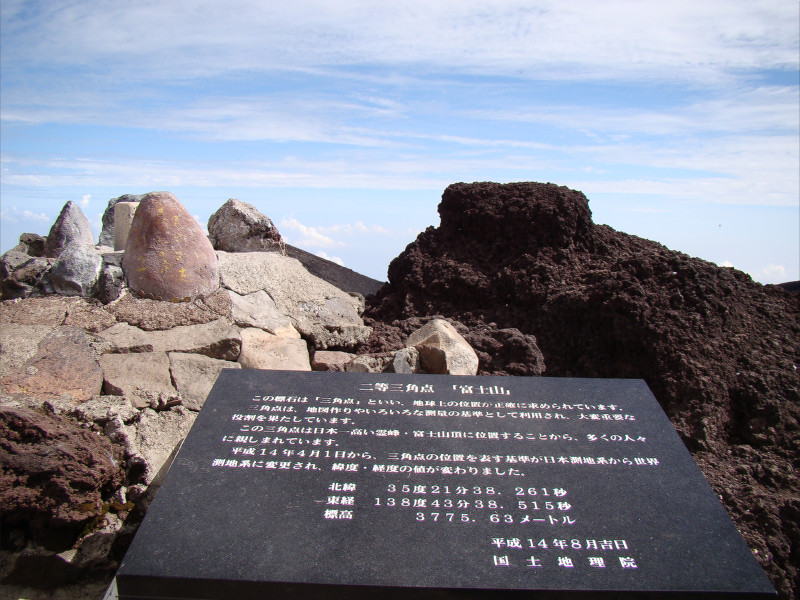
日本 富士山山頂（劍峰） 二等三角點
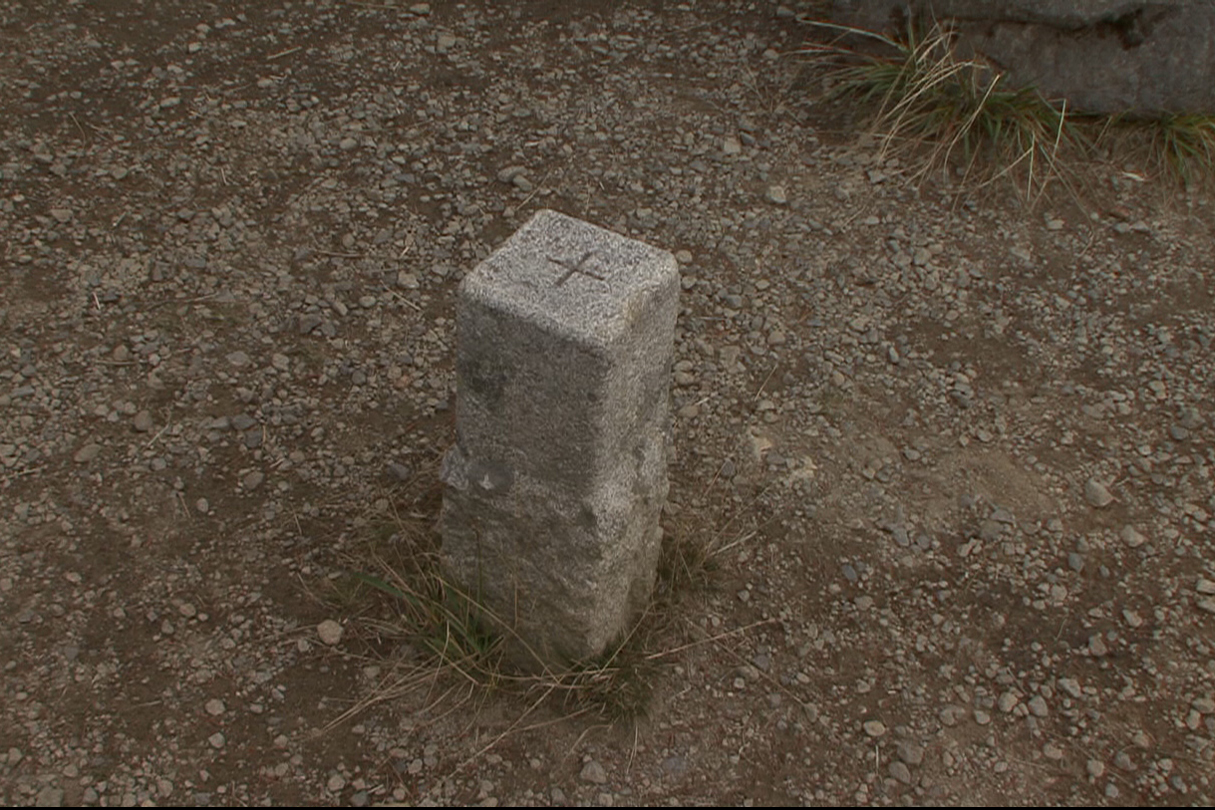
日本 橫手山山頂 二等三角點
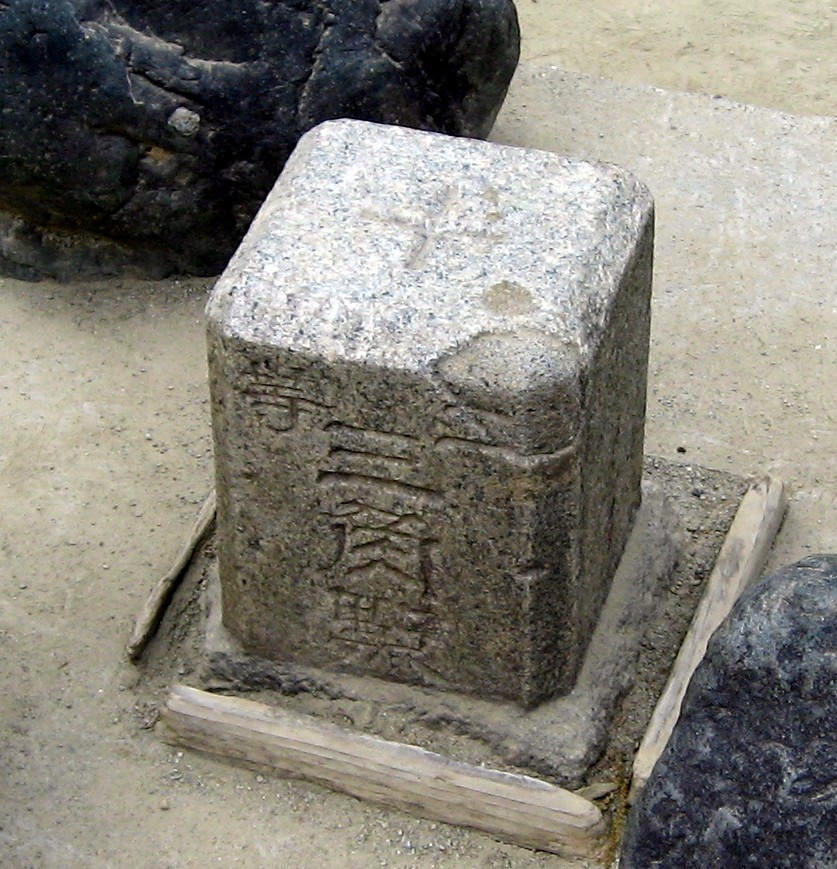
日本 高尾山山頂 二等三角點
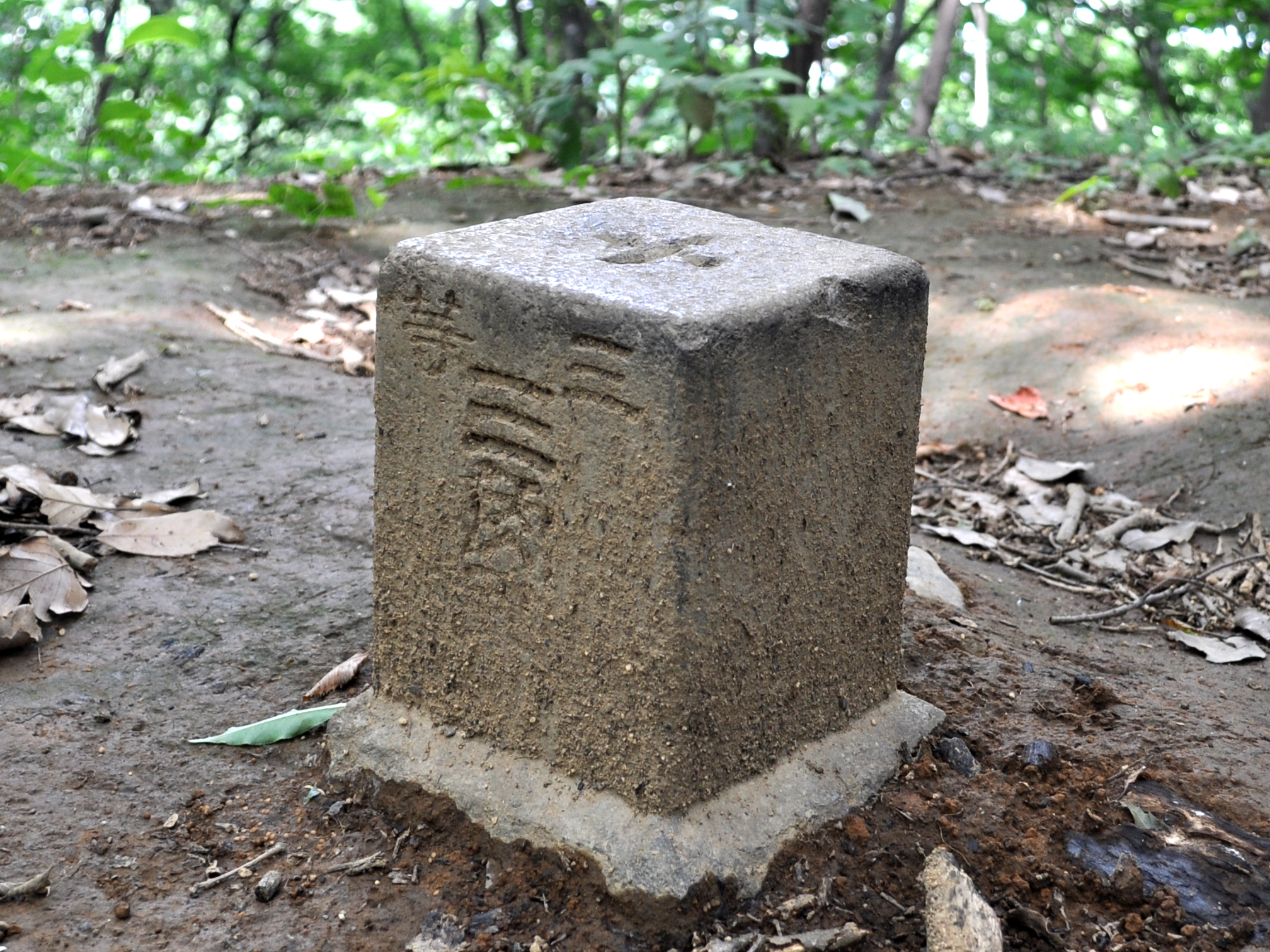
日本 東京都稻城市 三等三角點
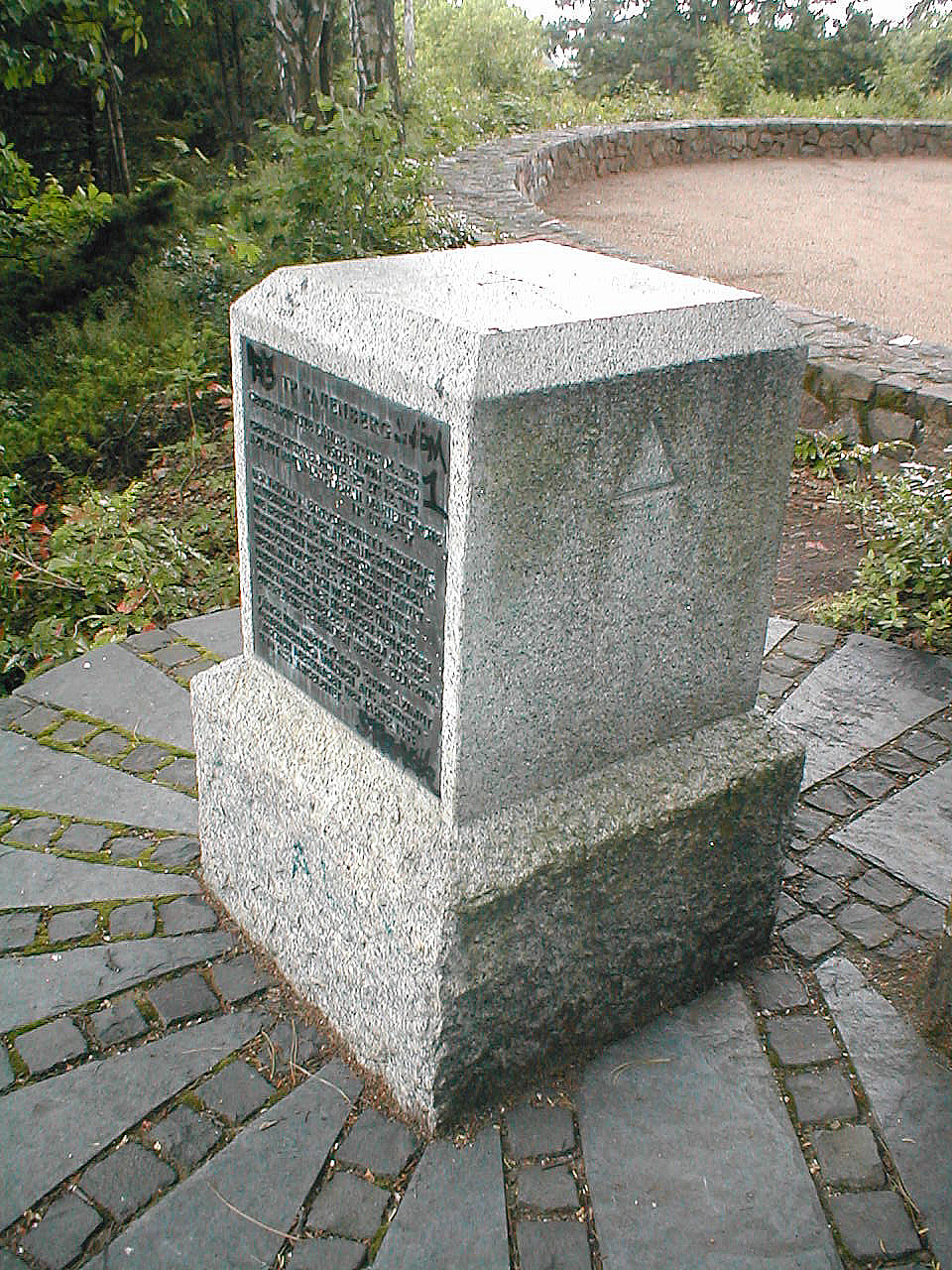
德国 柏林 Rauenberg
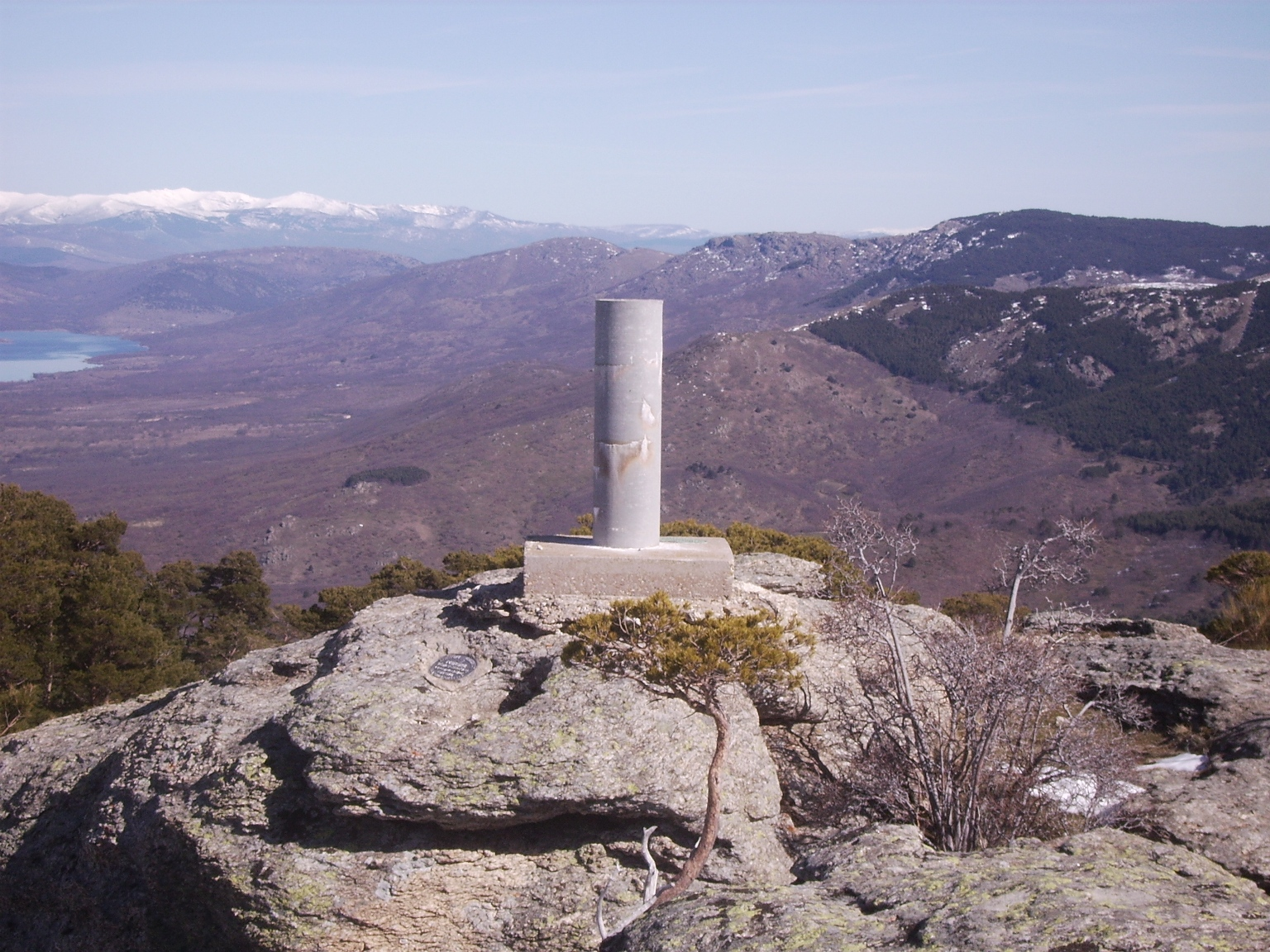
西班牙 瓜達拉馬山脈
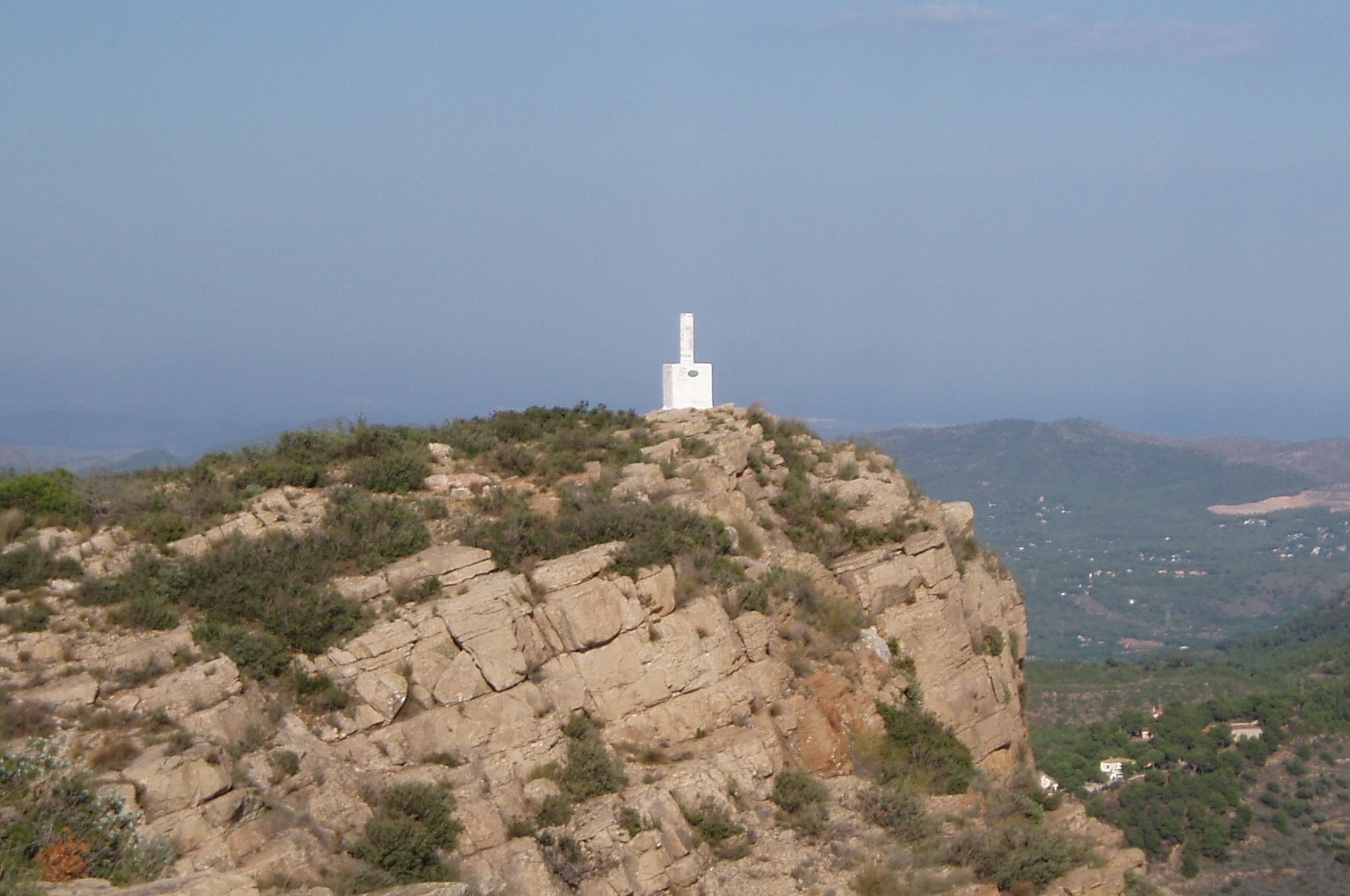
西班牙 塞加爾特 Mola 峰
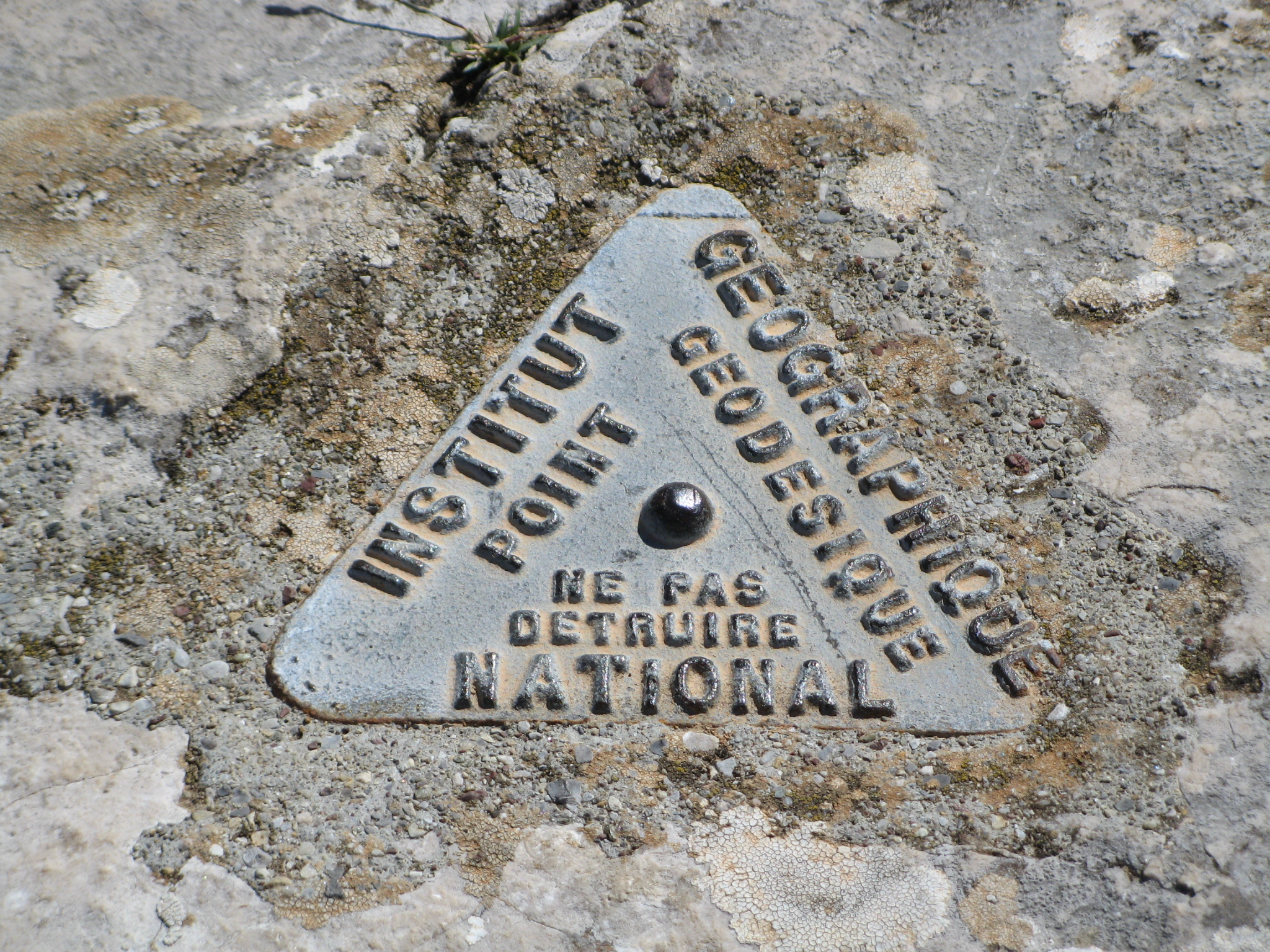
法國 昂東
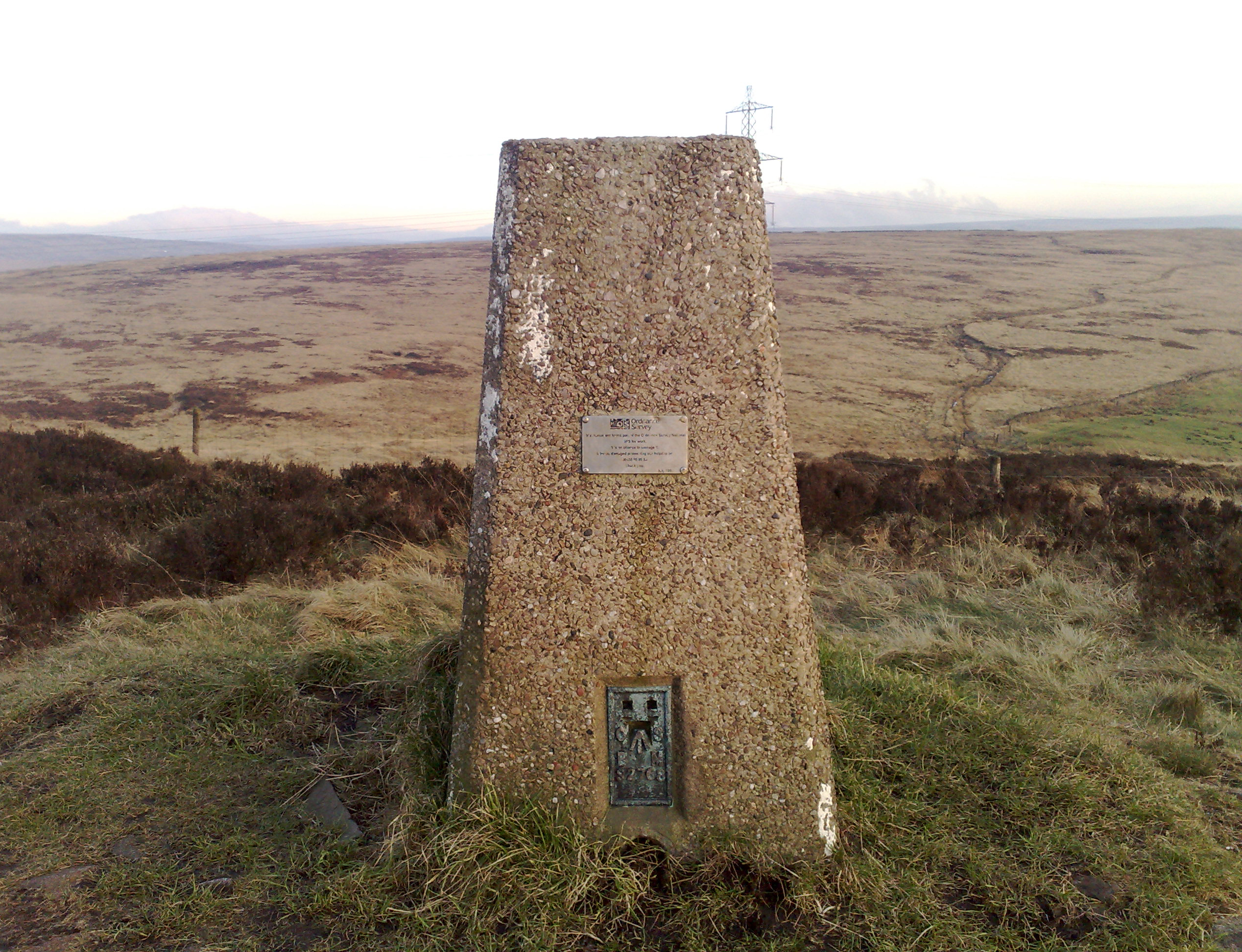
英国 Crompton Moor
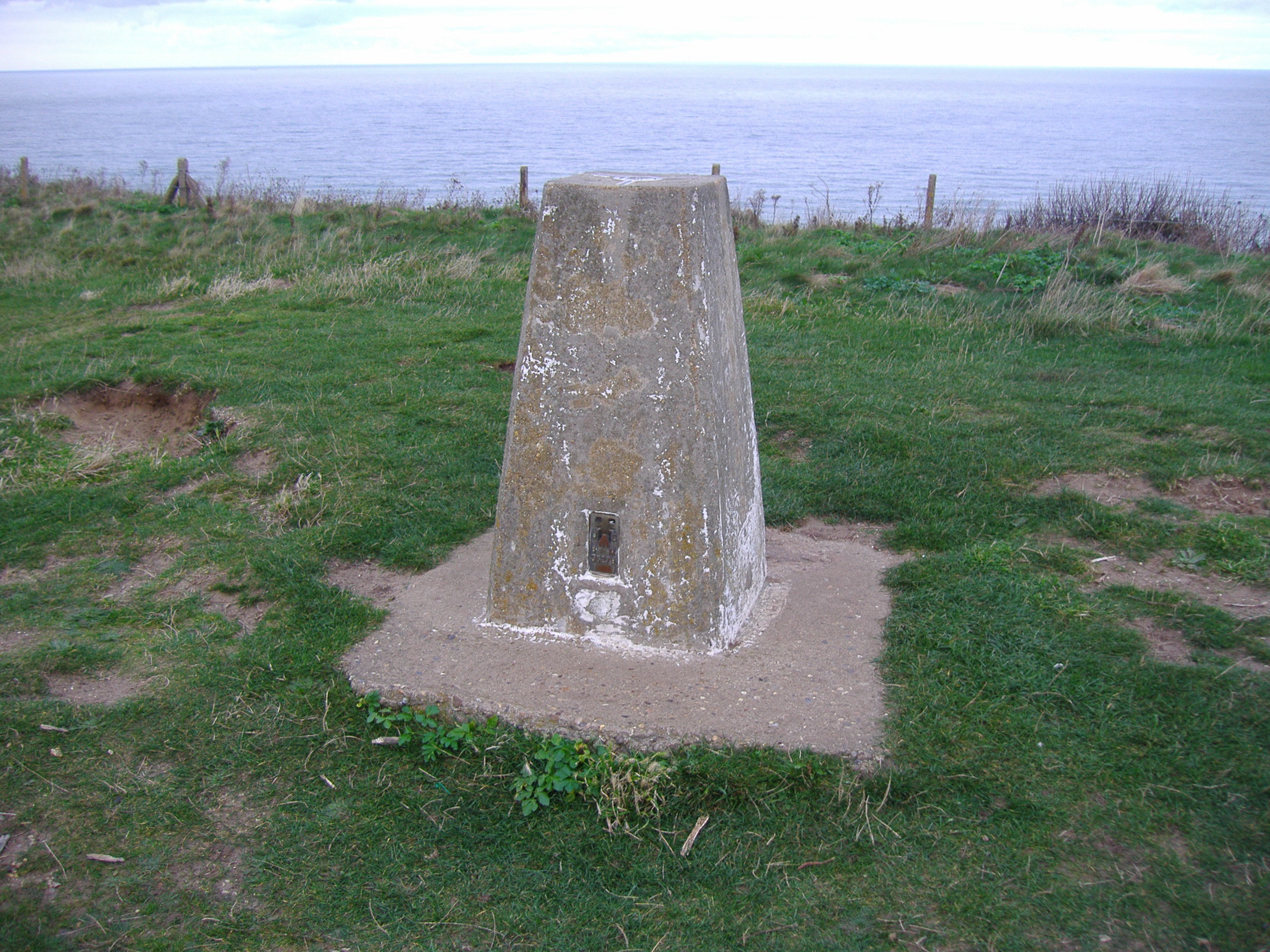
英国 諾福克郡
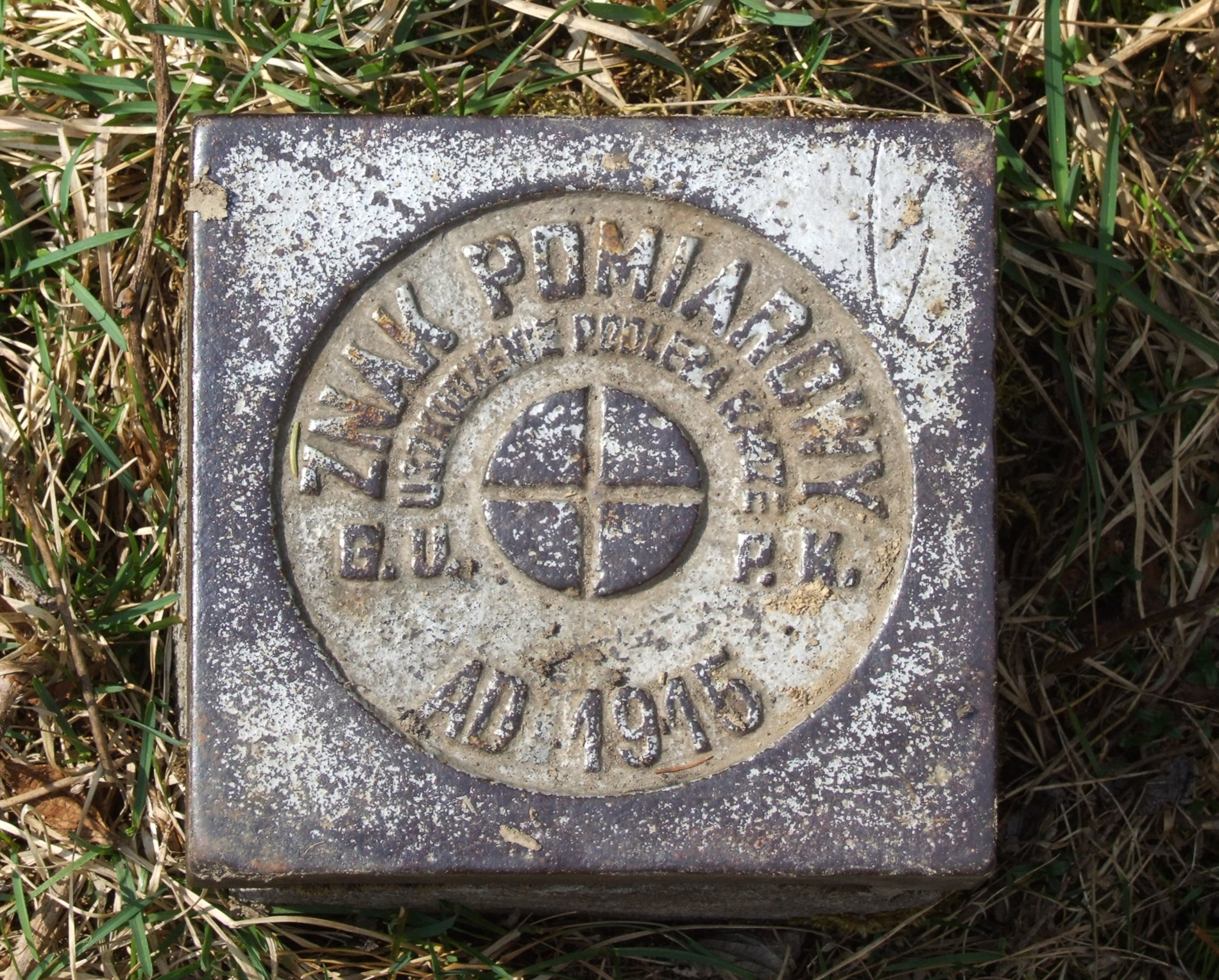
波蘭 Gorce 山脈
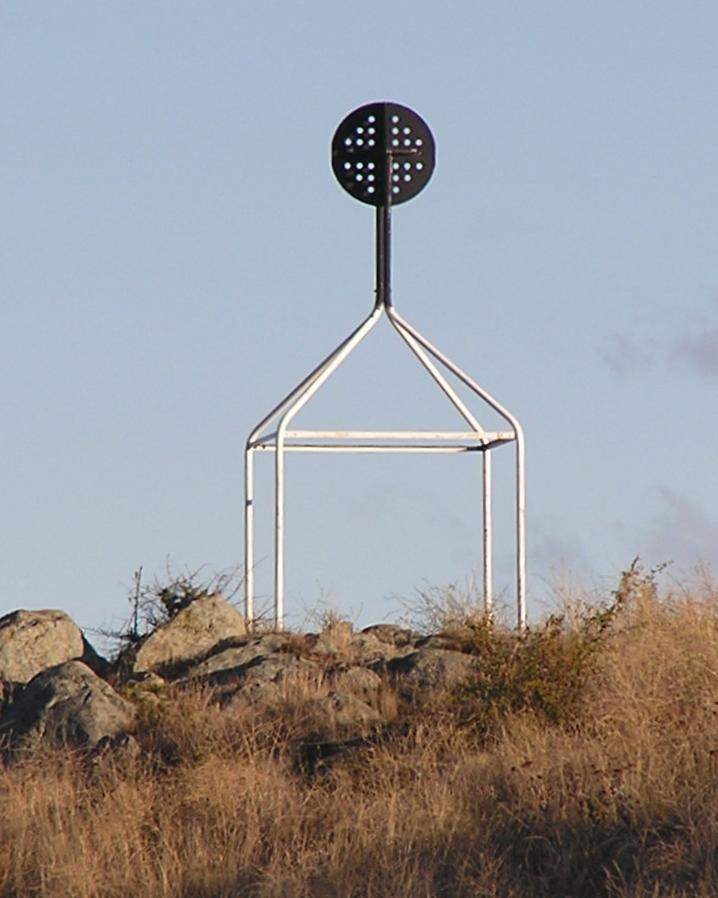
坎培拉 Red Hill
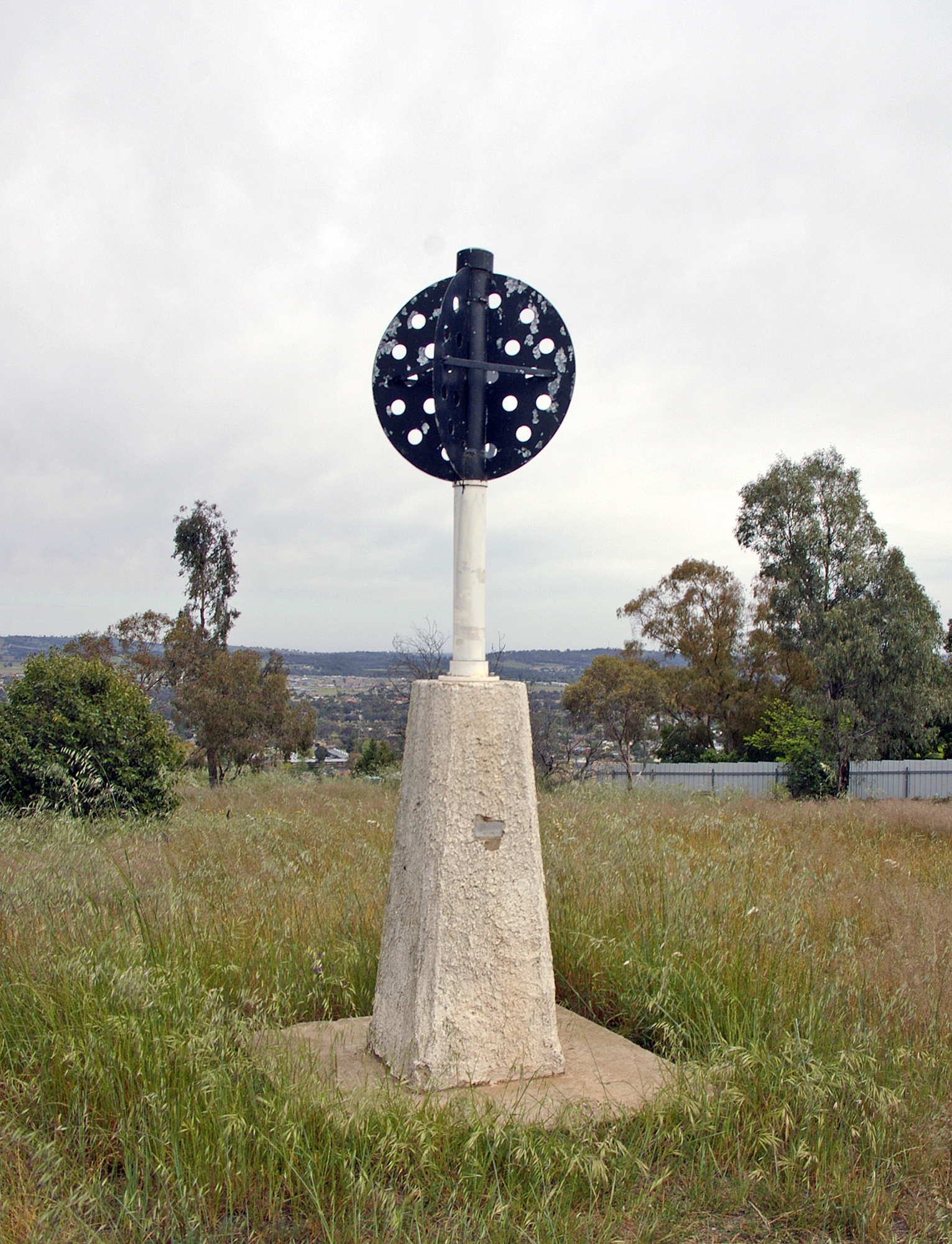
新南威爾斯
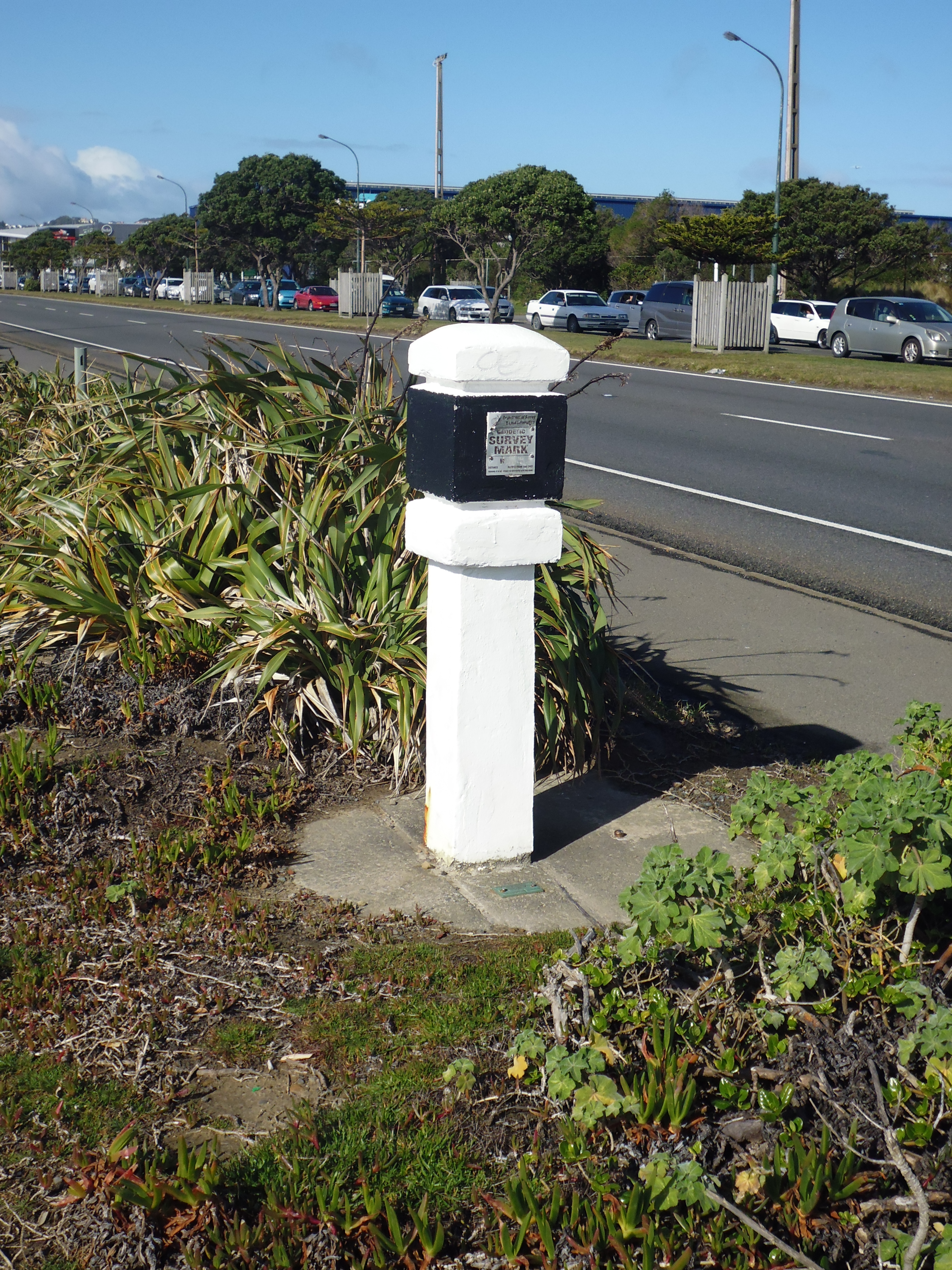
新西兰 威靈頓
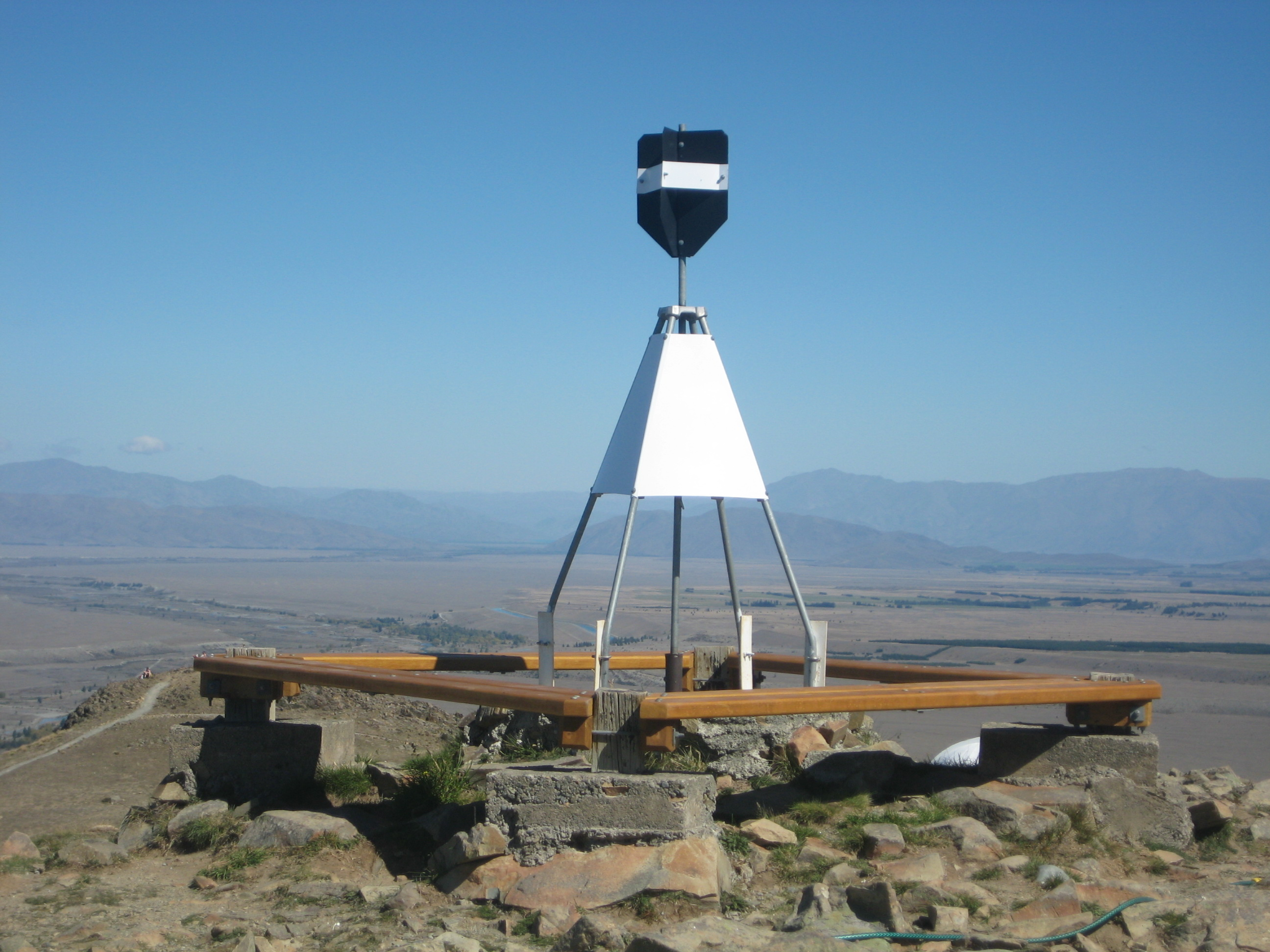
新西兰 約翰山山頂
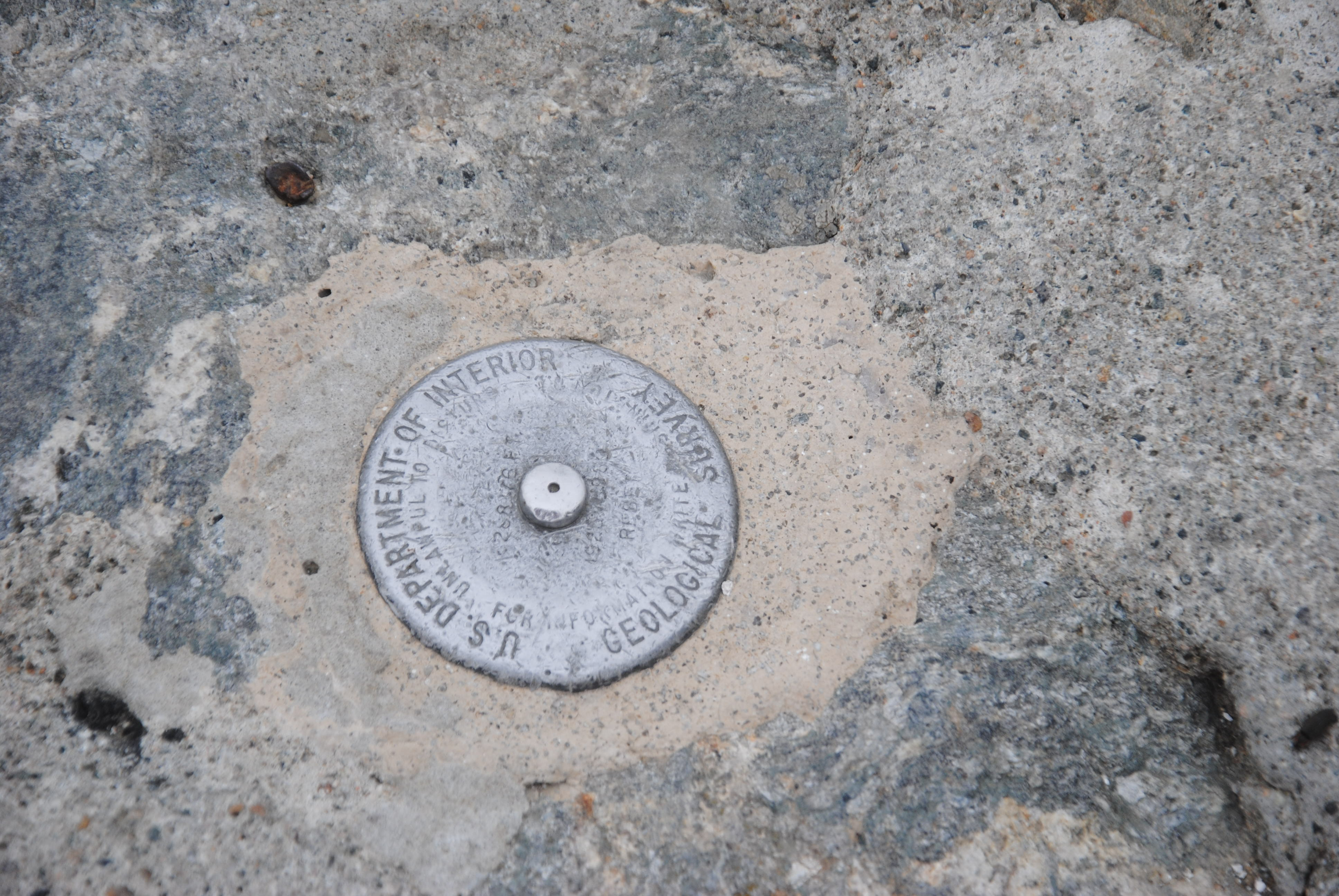
美国 華盛頓山
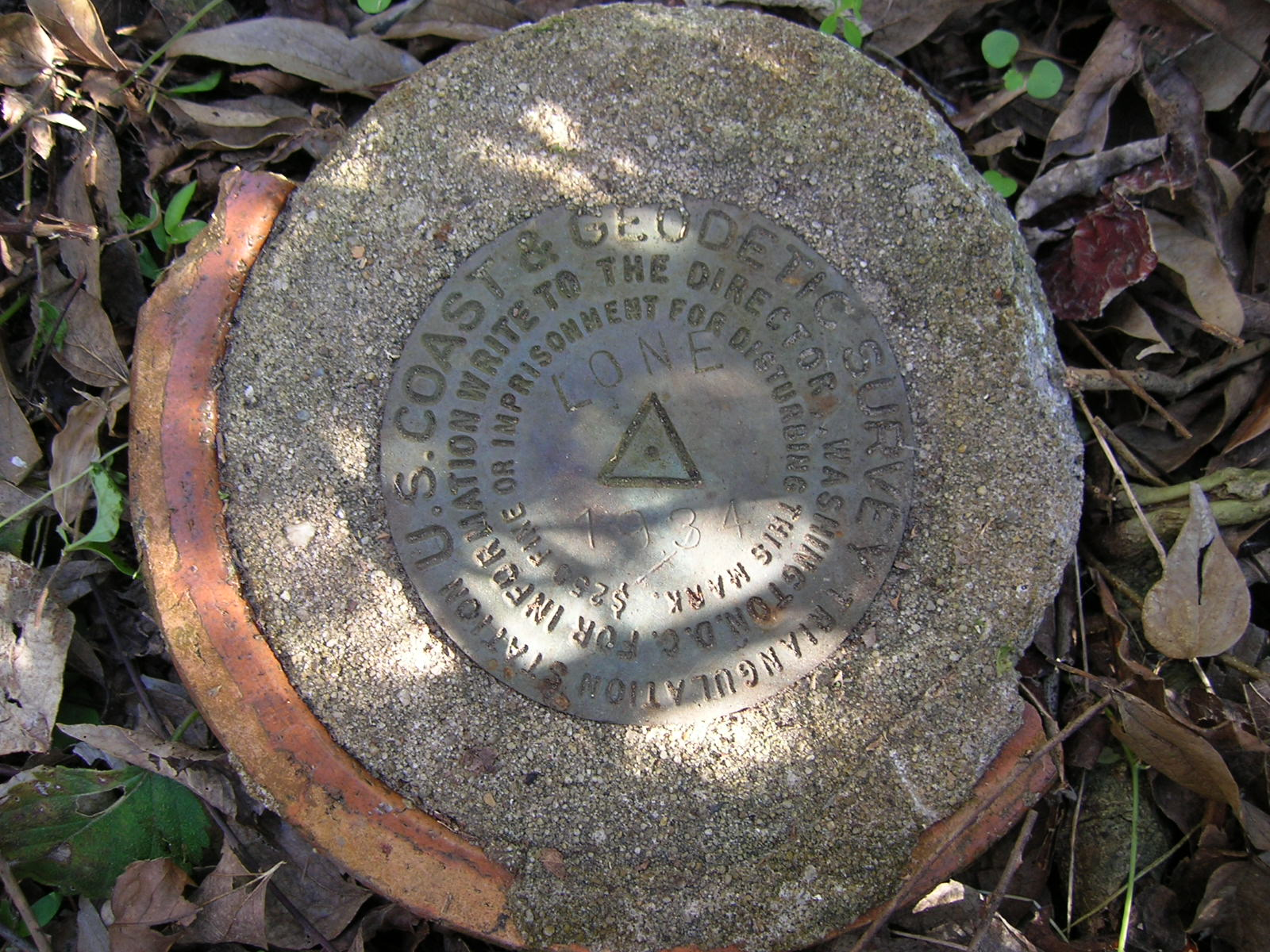
美国 海岸及大地測量所 三角點
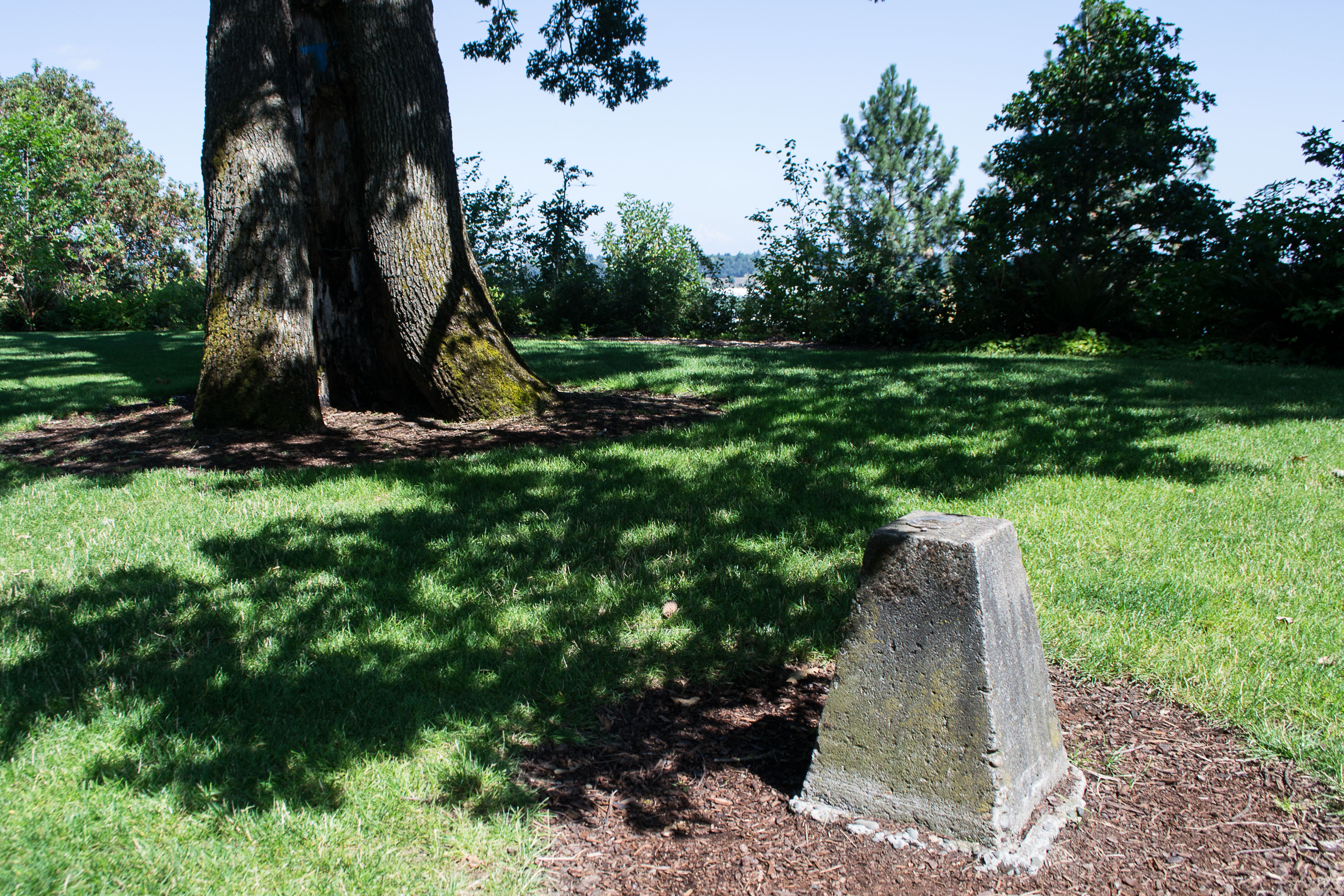
美国 波特蘭大學